# Challenger de Pune 2023
El torneo KPIT MSLTA Challenger 2023 fue un torneo de tenis perteneció al ATP Challenger Tour 2023 en la categoría Challenger 100. Se trató de la 7ª edición; el torneo tuvo lugar en la ciudad de Pune (India), desde el 27 de febrero hasta el 5 de marzo de 2023 sobre pista dura al aire libre.

## Jugadores participantes del cuadro de individuales
| Favorito | País                       | Jugador              | Rank1 | Posición en el torneo |
| -------- | -------------------------- | -------------------- | ----- | --------------------- |
| 1        | Bandera de Australia       | James Duckworth      | 128   | Segunda ronda         |
| 2        | Bandera de China Taipéi    | Chun-hsin Tseng      | 131   | Cuartos de final      |
| 3        | Bandera de Australia       | Max Purcell          | 155   | CAMPEÓN               |
| 4        | Bandera de Italia          | Luca Nardi           | 158   | FINAL                 |
| 5        | Bandera de Italia          | Francesco Maestrelli | 178   | Cuartos de final      |
| 6        | Bandera de República Checa | Dalibor Svrčina      | 181   | Primera ronda         |
| 7        | Bandera de China Taipéi    | Yu-hsiou Hsu         | 206   | Primera ronda         |
| 8        | Bandera de Japón           | Rio Noguchi          | 210   | Cuartos de final      |

- 1 Se ha tomado en cuenta el ranking del 20 de febrero de 2023.

### Otros participantes
Los siguientes jugadores recibieron una invitación (wild card), por lo tanto ingresan directamente al cuadro principal (WC):
- Arjun Kadhe
- Sumit Nagal
- Mukund Sasikumar

Los siguientes jugadores ingresan al cuadro principal tras disputar el cuadro clasificatorio (Q):
- Chung Yun-seong
- Benjamin Lock
- Nikola Milojević
- Makoto Ochi
- Dominik Palán
- Akira Santillan

## Campeones

### Individual Masculino
- Max Purcell derrotó en la final a  Luca Nardi, 6–2, 6–3

### Dobles Masculino
- Anirudh Chandrasekar /  Vijay Sundar Prashanth derrotaron en la final a  Toshihide Matsui /  Kaito Uesugi, 6–1, 4–6, [10–3]